# HSV Rot-Weiss Berlin
Maillots
Dernière mise à jour : 15 mars 2011.
Le HSV Rot-Weiss Berlin (ou Hohenschönhausener SV Rot-Weiss Berlin) était un club allemand de football localisé à Berlin-Weißensee.

## Histoire (football)

### Avant 1945
Le club actuel a ses racines dans le Berliner FV 1910 Ost créé en 1926 par la fusion du Berliner FV 1910 avec le SC Vorwärts-Ost 1912.
Ces deux clubs ne s’illustrèrent que très peu. Lors de la saison 1921-1922, le Berliner FV 1910 avait joué dans la plus haute ligue berlinoise, la Verbandsliga Berlin-Brandenburg.
En 1945, le Berliner FV 1910 Ost fut dissous par les Alliés, comme tous les clubs et associations allemands (voir Directive n°23). Avant la fin de l’année 1945, il fut reconstitué sous l’appellation Sportgemeinschaft Hohenschönhausen ou SG Hohenschönhausen
En 1945- 1946, le SG Hohenschönhausen participa à la Berlin Stadtliga du Championnat des zones d’occupation. Il termina à une modeste 7e place sur 9 dans le Groupe A. Il ne fut donc pas qualifié pour la Berlin Stadtliga la saison suivante, qui ne regroupa cette fois que 12 équipes.
Situé dans la partie orientale de la ville de Berlin, le club se trouva donc en zone soviétique puis en RDA, à partir d’octobre 1949.
En 1949, le club fut renommé Hohenschönhausener SC et s’installa au Buschallee-Stadion.

### Époque de la RDA

#### SG Hohenschönhausen

ancien logo de la SG Hohenschönhausen

Le Hohenschönhausener SC fut un des fondateurs de la DDR-Liga en 1950. Il termina la saison inaugurale à la 5e place sur 10, de son groupe. Mais lors de l’édition 1952 il fut relégué en Bezirksliga Ost-Berlin. Il fut alors renommé SG Hohenschönhausen et remporta la ligue berlinoise en 1954 et remonta en DDR-Liga. Il ne parvint pas à s’y maintenir et fut directement relégué en Bezirksliga. 
En 1958, le club fut relégué en Berziksklasse, soit à ce moment le 5e niveau, puisqu’en 1955 avait été créé la II. DDR-Liga en tant que Division 3 (cette ligue fut dissoute en 1963).
Le SG Hohenschönhausen retrouva la Bezirksliga Ost-Berlin en vue de la saison 1974-1975. Il assura son maintien de justesse lors des deux exercices suivants puis remonta dans le tableau. En 1978, 1982 et 1983, il fut vice-champion.
En 1989, le club fut renommé Hohenschönhausener SC. L’année suivante, il fut relégué hors de la Bezirksliga Ost-Berlin qui connaissait l’avant-dernière saison de son existence.
En 1991, le club fusionna avec le Weissenseer SV Rot-Weiss pour former le Hohenschönhausener SV Rot-Weiss Berlin ou HSV Rot-Weiss Berlin.

#### Weissenseer SV Rot-Weiss
Ne doit pas être confondu avec [[:le SG Weissenseer-Ost qui fut ensuite le Blau-Weiss Weissensee, puis le BSG Einheit Weissensee et qui est de nos jours le Weissenseer FC]].

ancien logo de la BSG Motor Weissensee

Le club fut reconstitué en 1945 sous l’appellation Sportgemeischaft Weissensee ou SG Weissensee.
En 1945- 1946, le SG Weissensee prit part à la Berlin Stadtliga du Championnat des zones d’occupation. Il termina dernier des neuf équipes de son groupe.
De 1950 à 1952, le club fut appelé SC Weissensee puis de nouveau SG Weissensee.
Face au désintérêt des responsables politiques, le club ne reçut pratiquement pas de soutien financier et végéta dans les ligues inférieures de RDA. En 1954, il fut associé avec le BSG Motor Weissensee (créé en 1949 et soutenu par l’entreprise VEB Grossdrehmaschinenbau "7. Oktober" Berlin). Sous l’appellation Motor Weissensee, le club joua dans la Bezirksliga Ost-Berlin de 1954 à 1965, terminant vice-champion en 1963.
Renvoyé en Berzirksklasse, le club ne dépassa alors plus le 4e niveau de la Deutscher Fussball Verband der DDR (DFV).
En 1990, le club prit le nom de Weissenseer SV Rot-Weiss. Après un an il fusionna avec le Hohenschönhausener SC pour former le HSV Rot-Weiss Berlin .

### HSV Rot-Weiss Berlin
Le club évolua dans les ligues inférieures berlinoises. En 2009, le club termina vice-champion de la Bezirksliga Berlin, Groupe 3 et monta en Landesliga Berlin.
En 2010-2011, le HSV Rot-Weiss Berlin évolue en Landesliga Berlin, soit au 7e niveau de la hiérarchie du football allemand.

## Palmarès

### SG Hohenschönhausen
- Champion de la Bezirksliga Ost-Berlin: 1954.
- Vice-champion de la Bezirksliga Ost-Berlin: 1978, 1982, 1983

## Localisation

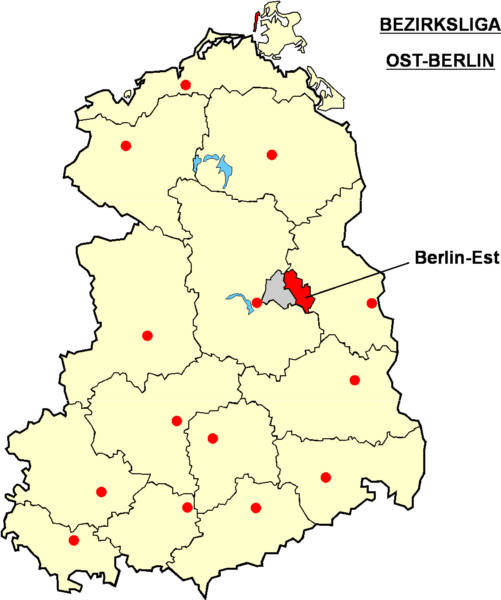
Localisation de la Bezirksliga Ost-Berlin à l’époque de la RDA

### BSG Motor Weissensee
- Vice-champion de la Bezirksliga Ost-Berlin: 1963.

- Vainqueur de la Bezirkspokal Ost-Berlin: 1962.

### HSV Rot-Weiss Berlin
- Vice-champion de la Bezirksliga Berlin, Groupe 3: 2009.